# Diera

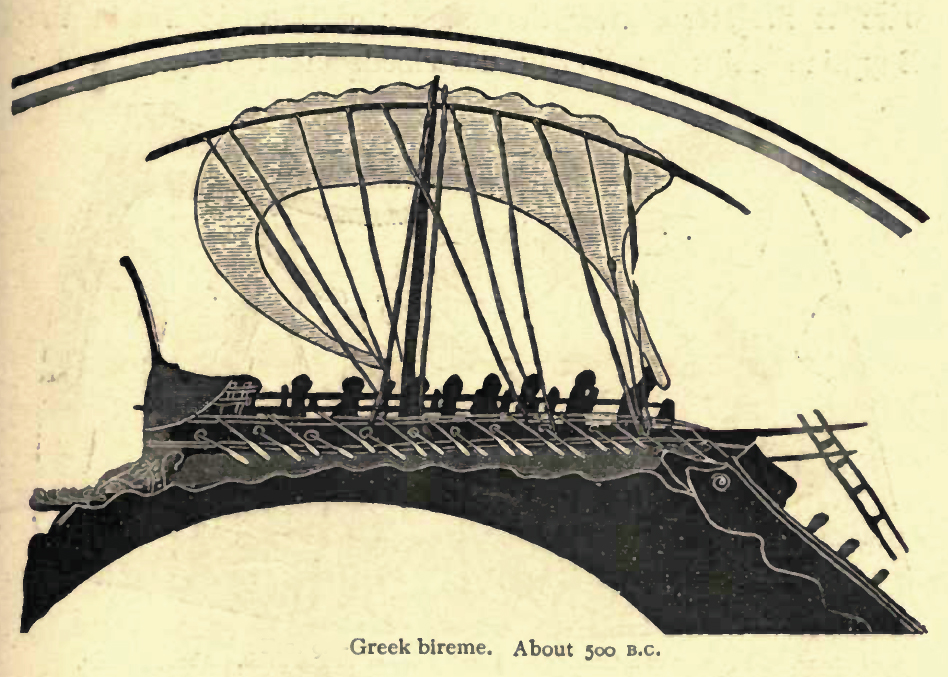
Starogrecka diera (birema) – przedstawienie na wazie sprzed ok. 2500 lat

Diera, birema (od stgr. diērēs, łac. biremis) – określenie starożytnych galer wyposażonych w dwa rzędy wioseł, będących rozwinięciem konstrukcji monery. Inne greckie określenie takiego dwurzędowca to dikrotos.